# Mabel (Minnesota)
Mabel – miasto w Stanach Zjednoczonych, w stanie Minnesota, w hrabstwie Fillmore.